# Edward Serednicki
Edward Serednicki ps. Pol (ur. 15 kwietnia 1922 w Warszawie, zm. 17 listopada 2016 tamże) – polski oraz międzynarodowy działacz kajakarski, powstaniec warszawski.

## Życiorys
Podczas powstania warszawskiego walczył w szeregach Wojskowej Służby Ochrony Powstania jako członek batalionu „Bełt” na terenie Śródmieścia. Po zakończeniu walk dostał się do niewoli niemieckiej i był więziony w obozach w Łambinowicach (Lamsdorf) oraz Monachium. Po uwolnieniu wstąpił do 2 Korpusu Polskiego. Po ukońceniu Szkoły Podchorążych został wcielony do 12 Pułku Ułanów Podolskich.
W 1947 roku powrócił do kraju. Swe życie zawodowe związał z kajakarstwem. W latach 1954–1957, w czasie zawieszenia działalności Polskiego Związku Kajakowego, pełnił funkcję sekretarza sekcji kajakowej Głównego Komitetu Kultury Fizycznej. Po reaktywacji Związku, w latach 1957–1988 był jego Sekretarzem Generalnym, w latach 1989–1992 – prezesem. Ponadto pełnił funkcje: członka biura Międzynarodowej Federacji Kajakowej (ICF) w latach 1970–1984, gdzie przewodniczył Komisji Slalomu i Zjazdu oraz członka Zarządu Polskiego Komitetu Olimpijskiego w latach 1980-1992. 
Pochowany na cmentarzu Wawrzyszewskim, kwatera 8A nr 24.

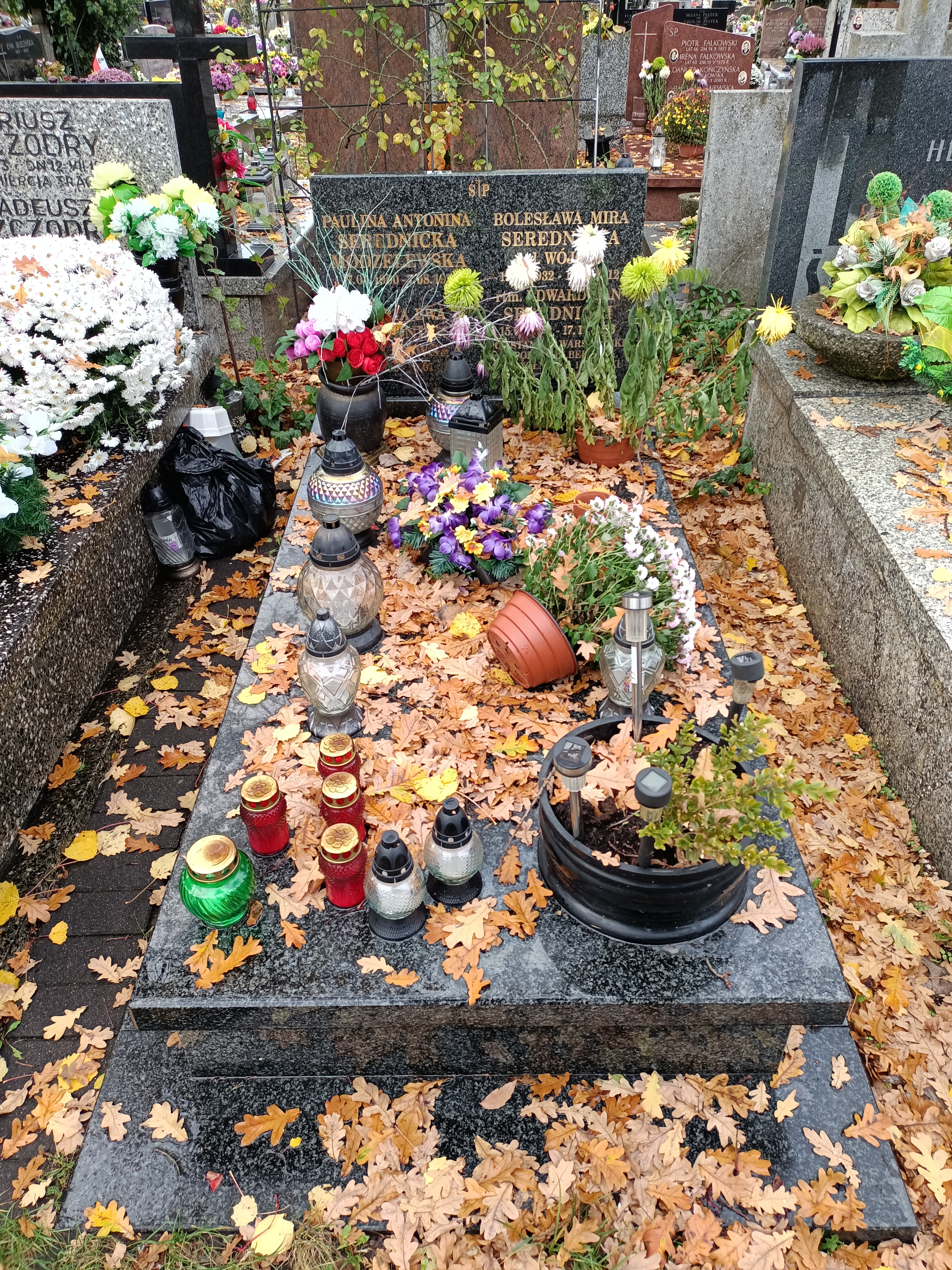
Grób Edwarda Serednickiego na Cmentarzu Wawrzyszewskim

## Ordery i odznaczenia
Za swe zasługi „w działalności na rzecz rozwoju sportu i turystyki” został w 1998 odznaczony Krzyżem Komandorskim Orderu Odrodzenia Polski. Otrzymał również tytuł Członka Honorowego ICF, a w 2009 roku został uhonorowany Dyplomem Międzynarodowego Komitetu Olimpijskiego.